# Stor-Ecklingen
Stor-Ecklingen är en sjö i Hudiksvalls kommun i Hälsingland och ingår i Delångersåns huvudavrinningsområde. Sjön är 16 meter djup, har en yta på 0,519 kvadratkilometer och befinner sig 125,1 meter över havet. Sjön avvattnas av vattendraget Storån (Hårån).

## Delavrinningsområde
Stor-Ecklingen ingår i det delavrinningsområde (685070-153477) som SMHI kallar för Utloppet av Stor-Ecklingen. Medelhöjden är 158 meter över havet och ytan är 3,6 kvadratkilometer. Räknas de 10 avrinningsområdena uppströms in blir den ackumulerade arean 50,5 kvadratkilometer. Storån (Hårån) som avvattnar avrinningsområdet har biflödesordning 3, vilket innebär att vattnet flödar genom totalt 3 vattendrag innan det når havet efter 57 kilometer. Avrinningsområdet består mestadels av skog (82 procent). Avrinningsområdet har 0,52 kvadratkilometer vattenytor vilket ger det en sjöprocent på 14,4 procent.